# كيث تونغ
كيث تونغ (بالإنجليزية: Keith Tonge)‏ هو لاعب كرة قدم بريطاني، ولد في 6 نوفمبر 1964 في إدمونتون ‏ في المملكة المتحدة. لعب مع توتنهام هوتسبير ونادي برينتفورد.